# 沈克昌
沈克昌（？—2003年10月20日），中华人民共和国水利工程师、政治人物，湖北省政协原副主席，第三、七、八届全国人大代表。